# لوسيوس الإسكندري
لوسيوس الإسكندري كان بطريركا مسيحيًا، تولى الكرسي الإسكندرية مرتين، الأولى سنة 363م، خلال فترة حكم أثناسيوس، والثانية بين عامي 373 و 380، نازع فيها بطرس الثاني.